# Poliopastea cyanescens
Poliopastea cyanescens là một loài bướm đêm thuộc phân họ Arctiinae, họ Erebidae.